# Manabri
Manabri  est située au nord de la Côte d'Ivoire ; appartenant au département de Séguéla, Région du Worodougou. La localité de Manabri est un chef-lieu de commune.
Manabri regroupe plusieurs ethnies venant de nombreux villages voisins notamment les odiennéka ; mahouka ; koyaga, etc.. Manabri a deux grandes écoles primaires et un centre de santé. L'anacarde est le plus cultivé sur ce lieu avec une population battante. La population de Manabri est en majorité jeune avec un taux de natalité très élevé ; cette population croît à chaque année et favorise des devises à l'État. Manabri possède une danse traditionnelle appelée "DIDADI". Didadi est fêtée chaque année. Cette danse est aussi célébrée par des populations voisines de Manabri.        